# Swiss Canyon Trail
Le Swiss Canyon Trail est une course d’ultra-trail qui se dispute début juin dans la région du Val-de-Travers, dans le canton de Neuchâtel, en Suisse. Cette compétition, parmi les plus anciennes du genre en Suisse, se caractérise notamment par la traversée de paysages jurassiens typiques, faits d’une succession de vallées, falaises, gorges et sommets.
Plusieurs distances sont proposées : 31, 51, 81 et 111 kilomètres.
L'organisation du Swiss Canyon Trail est associative et fait appel à plus de 450 bénévoles.

## Parcours
La manifestation est centrée sur le Centre sportif de Couvet qui abrite toute la logistique ainsi que départs et arrivées. Plusieurs parcours, sont tracés dans la région proche sur les territoires des communes de Val-de-Travers et Sainte-Croix.

Le 31 kilomètres (course à pied ou marche nordique) offre un parcours difficile et une ascension de 1 380 m. Son point culminant est à 1 113 m.
Le 51 kilomètres est disputé sur un terrain accidenté, avec une ascension importante et une magnifique montée vers Le Soliat, offrant un panorama sur le canyon le plus célèbre de Suisse, le Creux du Van.
Le 81 kilomètres reste l’un des parcours de trail les plus variés et les plus exigeants d’Europe.
Le 111 kilomètres est un parcours d’ultra-trail exigeant et technique avec 5 550 m d’ascension.

## Historique
La course est fondée en 1994 par Patrick Christinat. Indépendant actif dans l'événementiel, ce Neuchâtelois est passionné de sports d’endurance, notamment de trail. Il nomme l'épreuve  Défi du Val-de-Travers et dessine l'entier du parcours en une seule soirée. L'objectif est de faire traverser aux coureurs les plus beaux spots du Val de Travers. La première édition est courue en août 1996 sur une distance de 72 km au départ de Fleurier. Elle réunit environ 300 concurrents.
Le Défi jeunesse est créé en 1998 et permet aux enfants de se mesurer sur des distances entre 300 m et 3 km. Dès 1999, la course est complétée par un semi et marathon et l’année d’après, d’une course de relais
En 2002, la manifestation prend ses quartiers au Centre sportif de Couvet. En 2003, le Défi devient Défi international du Val-de-Travers. Ajout de l’étape des 12 km.
En 2004, lors du 9e défi International Val-de-Travers, les 72 km sont annulés pour cause de mauvais temps et course dangereuse. On mesure 10 cm de neige au sommet du Chasseron.
En 2005, pour le 10e Défi International Val-de-Travers, organisation d’un marathon de minuit. Première suisse et rare course en Europe du style.
En 2010, la course change de nom et devient Trail de l’Absinthe, la région du Val-de-Travers étant le berceau de l’absinthe, boisson mythique.
En 2018, la course connaît des changements capitaux. Les compétitions sont désormais étendues sur un week-end complet avec des courses commençant le samedi et se terminant le dimanche. L'épreuve change aussi de nom, devient Swiss Canyon Trail en inaugurant sa première course de 105 kilomètres. Les 150 places de ce nouvel ultra-trail affichent rapidement complet. Les distances de courses sont désormais en 25, 45, 75 et 105 kilomètres, la course de l’Etape des 12 km étant abandonnée.
En 2019, la course avait accueilli plus de 2 000 coureurs, tant des amateurs que des professionnels,.
À l’occasion de l’édition 2020, les distances sont revues et désormais les courses se disputent sur 31, 51, 81 et 111 kilomètres. Pour cette édition, Swiss Athletics avait sélectionné la course pour organiser ses championnats suisses 2020 de trail.
Toutefois, l'épreuve, initialement prévue les 6 et 7 juin 2020 est annulée par le comité d'organisation le 24 avril en raison de la pandémie de maladie à coronavirus. 
L'édition 2021 a été choisie comme événement-test par le canton de Neuchâtel pour préparer le retour des manifestations de grande ampleur au sortir de la pandémie. L'organisation a dû mettre en place un protocole sanitaire strict établi en collaboration avec les autorités. Le Swiss Canyon Trail a ainsi été un des premiers trails d'importance à être organisé en Europe depuis le début de la pandémie Covid-19. Le bilan de cette édition, qui accueillait également les championnats suisses de trail dans la distance des 51 kilomètres, a été très positif . Tobias Baggenstos et la Britannique d'origine Emma Pooley sont titrés. La course de 81 kilomètres est quant à elle supprimée en raisons des contraintes sanitaires liées à la pandémie.
En 2025, pour fêter les 30 ans de l'événèment, une nouvelle épreuve inédite de 100 milles est proposée. Cette dernière peut exceptionnellement avoir lieu grâce à une dérogation du Conseil d'État et ne sera pas reconduite dans le futur.

## Partenariats
En 2018, La Diagonale des Fous de la Réunion et le Swiss Canyon Trail ont signé un protocole d’accord devenant des courses partenaires « Sister-race » au travers de leur évènement respectif.
En plus de son partenariat avec le Grand Raid de la Réunion, le Swiss Canyon Trail a démarré en 2020 une collaboration avec le Québec Méga Trail. Tout comme pour la Diagonale des Fous, les fans de trails bénéficient d’avantages pour participer à ces trois courses de haut niveau.
Swiss Canyon Trail est la seule compétition suisse à avoir intégré le circuit mondial des Gran Canaria World Trail Majors, un regroupement international de courses de trail running, fondé en 2023 et qui comprend huit événements parmi les plus iconiques d’Asie, d’Europe, d’Afrique et d’Amérique du Nord. Les Gran Canaria World Trail Majors, ont notamment pour objectif la préservation des valeurs fondamentales du sport en réponse à l’essor mondial fulgurant qu’il connaît depuis quelques années. Swiss Canyon Trail fait partie des courses fondatrices de ce circuit de dix épreuves réparties sur le globe.

## Résultats

### Défi Val-de-Travers/Trail de l'Absinthe/75K/81K
| Édition | Date | Hommes                                              | Hommes                                              | Hommes                                              | Femmes                                              | Femmes                                              | Femmes                                              |
| ------- | ---- | --------------------------------------------------- | --------------------------------------------------- | --------------------------------------------------- | --------------------------------------------------- | --------------------------------------------------- | --------------------------------------------------- |
|         |      | Rang                                                | Athlète                                             | Temps                                               | Rang                                                | Athlète                                             | Temps                                               |
| 1re     | 1996 | 1er                                                 | Markus Kramer                                       | 5 h 46 min 32 s                                     | 12e                                                 | Birgit Lennartz                                     | 6 h 47 min 47 s                                     |
| 2e      | 1997 | 1er                                                 | János Bogár                                         | 5 h 39 min 27 s                                     | 11e                                                 | Birgit Lennartz — 2e victoire                       | 6 h 25 min 22 s                                     |
| 3e      | 1998 | 1er                                                 | Peter Gschwend                                      | 5 h 7 min 2 s                                       | 26e                                                 | Birgit Lennartz — 3e victoire                       | 7 h 10 min 42 s                                     |
| 4e      | 1999 | 1er                                                 | Lahcen Ahansal                                      | 5 h 22 min 51 s                                     | 15e                                                 | Birgit Lennartz — 4e victoire                       | 6 h 22 min 59 s                                     |
| 5e      | 2000 | 1er                                                 | János Bogár — 2e victoire                           | 5 h 29 min 58 s                                     | 7e                                                  | Birgit Lennartz — 5e victoire                       | 6 h 13 min 58 s                                     |
| 6e      | 2001 | 1er                                                 | János Bogár — 3e victoire                           | 5 h 47 min 25 s                                     | 25e                                                 | Birgit Lennartz — 6e victoire                       | 7 h 45 min 30 s                                     |
| 7e      | 2002 | 1er                                                 | Christophe Jaquerod                                 | 5 h 31 min 40 s                                     | 11e                                                 | Karine Herry                                        | 6 h 28 min 46 s                                     |
| 8e      | 2003 | 1er                                                 | Stefano Sartori                                     | 5 h 30 min 6 s                                      | 5e                                                  | Monica Casiraghi                                    | 6 h 10 min 31 s                                     |
| 9e      | 2004 | 1er                                                 | Pascal Lauber                                       | 2 h 58 min 38 s                                     | 22e                                                 | Julia Alter                                         | 3 h 31 min 3 s                                      |
| 10e     | 2005 | 1er                                                 | Peter Camenzind                                     | 5 h 41 min 49 s                                     | 11e                                                 | Karine Herry — 2e victoire                          | 6 h 36 min 28 s                                     |
| 11e     | 2006 | 1er                                                 | Othmar Bürgy                                        | 7 h 51 min 18 s                                     | 13e                                                 | Theresia Böhler                                     | 9 h 28 min 28 s                                     |
| 12e     | 2007 | 1er                                                 | Jérôme Challier                                     | 6 h 46 min 50 s                                     | 22e                                                 | Doryane Schick                                      | 8 h 58 min 6 s                                      |
| 13e     | 2008 | 1er                                                 | Jérôme Challier — 2e victoire                       | 7 h 1 min 28 s                                      | 5e                                                  | Julia Alter — 2e victoire                           | 7 h 50 min 43 s                                     |
| 14e     | 2009 | 1er                                                 | Christian Schneider                                 | 6 h 55 min 54 s                                     | 19e                                                 | Michelle Leservoisier                               | 8 h 15 min 14 s                                     |
| 15e     | 2010 | 1er                                                 | Urs Jenzer                                          | 6 h 28 min 18 s                                     | 17e                                                 | Julia Alter — 3e victoire                           | 8 h 18 min 43 s                                     |
| 16e     | 2011 | 1er                                                 | Christian Schneider — 2e victoire                   | 7 h 14 min 55 s                                     | 6e                                                  | Julia Fatton — 4e victoire                          | 8 h 0 min 32 s                                      |
| 17e     | 2012 | 1er                                                 | Jean-Yves Rey                                       | 7 h 1 min 48 s                                      | 6e                                                  | Maja Meneghin-Pliska                                | 8 h 22 min 22 s                                     |
| 18e     | 2013 | 1er                                                 | Christophe Meier                                    | 7 h 17 min 59 s                                     | 6e                                                  | Maja Meneghin-Pliska — 2e victoire                  | 7 h 54 min 36 s                                     |
| 19e     | 2014 | 1er                                                 | Christophe Meier — 2e victoire                      | 7 h 17 min 18 s                                     | 12e                                                 | Julia Fatton — 5e victoire                          | 8 h 43 min 24 s                                     |
| 20e     | 2015 | 1er                                                 | Cédric Mariéthoz Alexandre Rognon                   | 6 h 31 min 7 s                                      | 9e                                                  | Laurence Yerly                                      | 7 h 33 min 13 s                                     |
| 21e     | 2016 | 1er                                                 | Hervé Balanche                                      | 6 h 58 min 3 s                                      | 5e                                                  | Laurence Yerly — 2e victoire                        | 7 h 39 min 48 s                                     |
| 22e     | 2017 | 1er                                                 | Samuel Wings                                        | 7 h 1 min 19 s                                      | 2e                                                  | Laurence Yerly — 3e victoire                        | 7 h 18 min 41 s                                     |
| 23e     | 2018 | 1er                                                 | Fabrice Fauser                                      | 7 h 36 min 56 s                                     | 17e                                                 | Carole Genoud                                       | 9 h 51 min 32 s                                     |
| 24e     | 2019 | 1er                                                 | Christophe Meier — 3e victoire                      | 7 h 48 min 33 s                                     | 17e                                                 | Sophie Mourot                                       | 9 h 42 min 39 s                                     |
| -       | 2020 | Course annulée en raison de la pandémie de Covid-19 | Course annulée en raison de la pandémie de Covid-19 | Course annulée en raison de la pandémie de Covid-19 | Course annulée en raison de la pandémie de Covid-19 | Course annulée en raison de la pandémie de Covid-19 | Course annulée en raison de la pandémie de Covid-19 |
| -       | 2021 | Course annulée en raison de la pandémie de Covid-19 | Course annulée en raison de la pandémie de Covid-19 | Course annulée en raison de la pandémie de Covid-19 | Course annulée en raison de la pandémie de Covid-19 | Course annulée en raison de la pandémie de Covid-19 | Course annulée en raison de la pandémie de Covid-19 |
| 25e     | 2022 | 1er                                                 | Germain Grangier                                    | 7 h 34 min 31 s                                     | 8e                                                  | Katharina Hartmuth                                  | 9 h 11 min 43 s                                     |
| 26e     | 2023 | 1er                                                 | Antonin Marecaille                                  | 7 h 36 min 59 s                                     | 25e                                                 | Marion Roucher                                      | 10 h 22 min 35 s                                    |
| 27e     | 2024 | 1er                                                 | Francesco Cucco                                     | 8 h 28 min 21 s                                     | 6e                                                  | Manon Campano                                       | 9 h 13 min 44 s                                     |
| 28e     | 2025 | 1er                                                 | Janosch Kowalczyk                                   | 7 h 59 min 9 s                                      | 16e                                                 | Sylvaine Cussot                                     | 10 h 10 min 47 s                                    |

### 105K/111K
| Édition | Date | Hommes                                              | Hommes                                                | Hommes                                              | Femmes                                              | Femmes                                              | Femmes                                              |
| ------- | ---- | --------------------------------------------------- | ----------------------------------------------------- | --------------------------------------------------- | --------------------------------------------------- | --------------------------------------------------- | --------------------------------------------------- |
|         |      | Rang                                                | Athlète                                               | Temps                                               | Rang                                                | Athlète                                             | Temps                                               |
| 1re     | 2018 | 1er                                                 | Mirko Messer                                          | 12 h 0 min 11 s                                     | 7e                                                  | Laurence Yerly                                      | 13 h 20 min 49 s                                    |
| 2e      | 2019 | 1er                                                 | Martin Kern                                           | 10 h 59 min 26 s                                    | 5e                                                  | Camille Bruyas                                      | 12 h 14 min 50 s                                    |
| -       | 2020 | Course annulée en raison de la pandémie de Covid-19 | Course annulée en raison de la pandémie de Covid-19   | Course annulée en raison de la pandémie de Covid-19 | Course annulée en raison de la pandémie de Covid-19 | Course annulée en raison de la pandémie de Covid-19 | Course annulée en raison de la pandémie de Covid-19 |
| 3e      | 2021 | 1er                                                 | Hugo Deck Benoît Girondel                             | 11 h 2 min 12 s                                     | 29e                                                 | Laurence Yerly — 2e victoire                        | 14 h 15 min 55 s                                    |
| 4e      | 2022 | 1er                                                 | Hugo Deck — 2e victoire Benoît Girondel — 2e victoire | 11 h 49 min 6 s                                     | 7e                                                  | Émilie Maroteaux                                    | 14 h 24 min 14 s                                    |
| 5e      | 2023 | 1er                                                 | Francesco Cucco                                       | 11 h 13 min 44 s                                    | 10e                                                 | Audrey Virgilio                                     | 13 h 17 min 44 s                                    |
| 6e      | 2024 | 1er                                                 | Miguel Arsénio (pt)                                   | 10 h 24 min 9 s                                     | 12e                                                 | Marianne Hogan                                      | 12 h 25 min 51 s                                    |
| 7e      | 2025 | 1er                                                 | Miguel Arsénio (pt) — 2e victoire                     | 10 h 45 min 23 s                                    | 10e                                                 | Arianne Wilhem                                      | 13 h 31 min 18 s                                    |

### 166K
| Édition | Date | Hommes | Hommes       | Hommes          | Femmes | Femmes      | Femmes          |
| ------- | ---- | ------ | ------------ | --------------- | ------ | ----------- | --------------- |
|         |      | Rang   | Athlète      | Temps           | Rang   | Athlète     | Temps           |
| 1re     | 2025 | 1er    | Sangé Sherpa | 22 h 6 min 56 s | 11e    | Marie Janod | 26 h 6 min 16 s |